# Charmosyna margarethae
Il lorichetto della duchessa (Charmosyna margarethae Tristram, 1879) è un uccello della famiglia degli Psittaculidi.
Con taglia attorno ai 20 cm e una colorazione del tutto simile al lorichetto fatato, con lo stesso dimorfismo sessuale (la femmina ha il giallo sul groppone), questa specie si caratterizza per un collare vistoso, fatto da due bande viola e una banda gialla al centro che taglia il petto, si spezza all'altezza dell'attaccatura dell'ala e riprende sulla parte posteriore del collo. Localizzato in Nuova Guinea e nelle Isole Salomone, abita le foreste fitte, quelle rivierasche e talvolta è stato segnalato anche nelle coltivazioni.